# Cầu diệp kanburi
Cầu diệp kanburi (danh pháp hai phần: Bulbophyllum kanburiense) là một loài phong lan thuộc chi Bulbophyllum. Loài này phân bố ở Myanma, Thái Lan, Việt Nam.